# Punta Araos
Punta Araos ist eine Landspitze an der Danco-Küste des Grahamlands auf der Antarktischen Halbinsel. Sie bildet 2,5 km südwestlich des Duthiers Point den nördlichen Ausläufer des Waterboat Point in der Aguirre-Passage zwischen der Festlandküste und der vorgelagerten Lemaire-Insel.
Wissenschaftler der 5. Chilenischen Antarktisexpedition (1950–1951) nahmen ihre Vermessung und die Benennung vor. Namensgeber ist Roberto Araos Tapia, erster Leiter der benachbarten González-Videla-Antarktis-Station.